# Eleições legislativas de 2011 em Loures

## Resultados Oficiais
| Partido                 | Partido                               | Votos   | %               | +/-   |
| ----------------------- | ------------------------------------- | ------- | --------------- | ----- |
|                         | Partido Socialista                    | 32 995  | 31,12 / 100,00  | 8,06  |
|                         | Partido Social Democrata              | 30 343  | 28,62 / 100,00  | 9,21  |
|                         | Coligação Democrática Unitária        | 14 784  | 13,94 / 100,00  | 1,06  |
|                         | CDS – Partido Popular                 | 11 993  | 11,31 / 100,00  | 2,29  |
|                         | Bloco de Esquerda                     | 5 589   | 5,27 / 100,00   | 5,04  |
|                         | PCTP/MRPP                             | 1 593   | 1,50 / 100,00   | 0,45  |
|                         | Partido pelos Animais e pela Natureza | 1 388   | 1,31 / 100,00   | Novo  |
|                         | Outros                                | 2 940   | 2,77 / 100,00   |       |
| Votos Inválidos         | Votos Inválidos                       | 4 404   | 4,15 / 100,00   | 0,75  |
| Total                   | Total                                 | 106 029 | 100,00 / 100,00 |       |
| Eleitorado/Participação | Eleitorado/Participação               | 166 252 | 63,78 / 100,00  | 0,43  |
| Fonte                   | Fonte                                 | [ 1 ]   | [ 1 ]           | [ 1 ] |

## Resultados por Freguesia
Os resultados seguintes referem-se aos partidos que obtiveram mais de 1,00% dos votos:
| Freguesia                    | %     | %     | %     | %     | %    | %    | %    | Votantes |
| Freguesia                    | PS    | PSD   | CDU   | CDS   | BE   | PCTP | PAN  | Votantes |
| ---------------------------- | ----- | ----- | ----- | ----- | ---- | ---- | ---- | -------- |
| Apelação                     | 39,39 | 21,58 | 16,41 | 9,71  | 4,05 | 1,39 | 0,90 | 2 224    |
| Bobadela                     | 34,37 | 25,98 | 13,72 | 10,13 | 5,72 | 0,97 | 1,44 | 5 261    |
| Bucelas                      | 37,12 | 23,43 | 16,35 | 7,54  | 5,45 | 2,01 | 0,86 | 2 441    |
| Camarate                     | 33,31 | 23,85 | 16,00 | 10,63 | 5,19 | 1,86 | 1,23 | 9 505    |
| Fanhões                      | 30,37 | 27,17 | 15,95 | 10,48 | 4,47 | 2,00 | 1,07 | 1 498    |
| Frielas                      | 35,86 | 24,26 | 11,95 | 10,08 | 7,40 | 1,87 | 1,16 | 1 121    |
| Loures                       | 27,43 | 32,67 | 10,97 | 12,83 | 5,75 | 1,24 | 1,48 | 14 235   |
| Lousa                        | 27,96 | 35,11 | 11,95 | 10,49 | 4,06 | 2,00 | 1,09 | 1 649    |
| Moscavide                    | 33,80 | 29,39 | 11,37 | 12,07 | 5,10 | 1,37 | 1,28 | 7 653    |
| Portela                      | 20,27 | 48,10 | 5,24  | 15,28 | 3,57 | 0,65 | 1,29 | 8 206    |
| Prior Velho                  | 31,81 | 27,16 | 13,17 | 11,94 | 6,06 | 1,70 | 1,32 | 3 417    |
| Sacavém                      | 33,03 | 26,73 | 15,98 | 10,53 | 4,82 | 1,70 | 1,12 | 9 114    |
| Santa Iria de Azoia          | 30,41 | 22,56 | 23,77 | 9,22  | 4,58 | 1,88 | 1,04 | 9 892    |
| Santo Antão do Tojal         | 34,89 | 25,47 | 17,38 | 8,22  | 4,00 | 1,78 | 0,98 | 2 250    |
| Santo António dos Cavaleiros | 29,80 | 30,34 | 9,86  | 13,19 | 7,13 | 0,99 | 1,81 | 12 213   |
| São João da Talha            | 32,83 | 25,03 | 15,78 | 10,75 | 5,16 | 1,88 | 1,41 | 9 381    |
| São Julião do Tojal          | 34,50 | 21,32 | 22,92 | 6,09  | 4,93 | 2,05 | 1,44 | 1 806    |
| Unhos                        | 36,85 | 22,70 | 14,41 | 9,82  | 5,28 | 2,26 | 0,98 | 4 163    |
| Loures                       | 31,12 | 28,62 | 13,94 | 11,31 | 5,27 | 1,50 | 1,31 | 106 029  |

#### Apelação
| Partido                 | Partido                        | Votos | %               | +/-  |
| ----------------------- | ------------------------------ | ----- | --------------- | ---- |
|                         | Partido Socialista             | 876   | 39,39 / 100,00  | 4,76 |
|                         | Partido Social Democrata       | 480   | 21,58 / 100,00  | 7,64 |
|                         | Coligação Democrática Unitária | 365   | 16,41 / 100,00  | 0,80 |
|                         | CDS – Partido Popular          | 216   | 9,71 / 100,00   | 1,37 |
|                         | Bloco de Esquerda              | 90    | 4,05 / 100,00   | 5,72 |
|                         | PCTP/MRPP                      | 31    | 1,39 / 100,00   | 0,54 |
|                         | Outros                         | 90    | 4,05 / 100,00   |      |
| Votos Inválidos         | Votos Inválidos                | 76    | 3,42 / 100,00   | 0,46 |
| Total                   | Total                          | 2 224 | 100,00 / 100,00 |      |
| Eleitorado/Participação | Eleitorado/Participação        | 4 081 | 54,50 / 100,00  | 1,85 |

#### Bobadela
| Partido                 | Partido                               | Votos | %               | +/-  |
| ----------------------- | ------------------------------------- | ----- | --------------- | ---- |
|                         | Partido Socialista                    | 1 808 | 34,37 / 100,00  | 9,32 |
|                         | Partido Social Democrata              | 1 367 | 25,98 / 100,00  | 9,41 |
|                         | Coligação Democrática Unitária        | 722   | 13,72 / 100,00  | 0,46 |
|                         | CDS – Partido Popular                 | 533   | 10,13 / 100,00  | 2,48 |
|                         | Bloco de Esquerda                     | 301   | 5,72 / 100,00   | 5,75 |
|                         | Partido pelos Animais e pela Natureza | 76    | 1,44 / 100,00   | Novo |
|                         | Outros                                | 169   | 3,21 / 100,00   |      |
| Votos Inválidos         | Votos Inválidos                       | 285   | 5,42 / 100,00   | 1,79 |
| Total                   | Total                                 | 5 261 | 100,00 / 100,00 |      |
| Eleitorado/Participação | Eleitorado/Participação               | 7 483 | 70,31 / 100,00  | 0,92 |

#### Bucelas
| Partido                 | Partido                        | Votos | %               | +/-  |
| ----------------------- | ------------------------------ | ----- | --------------- | ---- |
|                         | Partido Socialista             | 906   | 37,12 / 100,00  | 8,55 |
|                         | Partido Social Democrata       | 572   | 23,43 / 100,00  | 9,99 |
|                         | Coligação Democrática Unitária | 399   | 16,35 / 100,00  | 0,57 |
|                         | CDS – Partido Popular          | 184   | 7,54 / 100,00   | 1,04 |
|                         | Bloco de Esquerda              | 133   | 5,45 / 100,00   | 5,24 |
|                         | PCTP/MRPP                      | 49    | 2,01 / 100,00   | 0,91 |
|                         | Outros                         | 77    | 3,16 / 100,00   |      |
| Votos Inválidos         | Votos Inválidos                | 121   | 4,96 / 100,00   | 1,67 |
| Total                   | Total                          | 2 441 | 100,00 / 100,00 |      |
| Eleitorado/Participação | Eleitorado/Participação        | 3 949 | 61,81 / 100,00  | 1,43 |

#### Camarate
| Partido                 | Partido                               | Votos  | %               | +/-  |
| ----------------------- | ------------------------------------- | ------ | --------------- | ---- |
|                         | Partido Socialista                    | 3 166  | 33,31 / 100,00  | 5,34 |
|                         | Partido Social Democrata              | 2 267  | 23,85 / 100,00  | 7,72 |
|                         | Coligação Democrática Unitária        | 1 521  | 16,00 / 100,00  | 0,41 |
|                         | CDS – Partido Popular                 | 1 010  | 10,63 / 100,00  | 0,10 |
|                         | Bloco de Esquerda                     | 493    | 5,19 / 100,00   | 4,55 |
|                         | PCTP/MRPP                             | 177    | 1,86 / 100,00   | 0,25 |
|                         | Partido pelos Animais e pela Natureza | 117    | 1,23 / 100,00   | Novo |
|                         | Partido Nacional Renovador            | 105    | 1,10 / 100,00   | 0,47 |
|                         | Outros                                | 255    | 2,69 / 100,00   |      |
| Votos Inválidos         | Votos Inválidos                       | 394    | 4,14 / 100,00   | 0,74 |
| Total                   | Total                                 | 9 505  | 100,00 / 100,00 |      |
| Eleitorado/Participação | Eleitorado/Participação               | 16 052 | 59,21 / 100,00  | 0,11 |

#### Fanhões
| Partido                 | Partido                               | Votos | %               | +/-  |
| ----------------------- | ------------------------------------- | ----- | --------------- | ---- |
|                         | Partido Socialista                    | 455   | 30,37 / 100,00  | 8,41 |
|                         | Partido Social Democrata              | 407   | 27,17 / 100,00  | 8,77 |
|                         | Coligação Democrática Unitária        | 239   | 15,95 / 100,00  | 4,15 |
|                         | CDS – Partido Popular                 | 157   | 10,48 / 100,00  | 3,32 |
|                         | Bloco de Esquerda                     | 67    | 4,47 / 100,00   | 4,39 |
|                         | PCTP/MRPP                             | 30    | 2,00 / 100,00   | 1,18 |
|                         | Partido pelos Animais e pela Natureza | 16    | 1,07 / 100,00   | Novo |
|                         | Outros                                | 54    | 3,60 / 100,00   |      |
| Votos Inválidos         | Votos Inválidos                       | 73    | 4,87 / 100,00   | 1,16 |
| Total                   | Total                                 | 1 498 | 100,00 / 100,00 |      |
| Eleitorado/Participação | Eleitorado/Participação               | 2 304 | 65,02 / 100,00  | 4,29 |

#### Frielas
| Partido                 | Partido                               | Votos | %               | +/-   |
| ----------------------- | ------------------------------------- | ----- | --------------- | ----- |
|                         | Partido Socialista                    | 402   | 35,86 / 100,00  | 10,18 |
|                         | Partido Social Democrata              | 272   | 24,26 / 100,00  | 8,22  |
|                         | Coligação Democrática Unitária        | 134   | 11,95 / 100,00  | 1,23  |
|                         | CDS – Partido Popular                 | 113   | 10,08 / 100,00  | 2,06  |
|                         | Bloco de Esquerda                     | 83    | 7,40 / 100,00   | 5,48  |
|                         | PCTP/MRPP                             | 21    | 1,87 / 100,00   | 0,61  |
|                         | Partido pelos Animais e pela Natureza | 13    | 1,16 / 100,00   | Novo  |
|                         | Outros                                | 43    | 3,84 / 100,00   |       |
| Votos Inválidos         | Votos Inválidos                       | 40    | 3,57 / 100,00   | 1,50  |
| Total                   | Total                                 | 1 121 | 100,00 / 100,00 |       |
| Eleitorado/Participação | Eleitorado/Participação               | 1 743 | 64,31 / 100,00  | 0,26  |

#### Loures
| Partido                 | Partido                               | Votos  | %               | +/-   |
| ----------------------- | ------------------------------------- | ------ | --------------- | ----- |
|                         | Partido Social Democrata              | 4 650  | 32,67 / 100,00  | 9,99  |
|                         | Partido Socialista                    | 3 904  | 27,43 / 100,00  | 10,45 |
|                         | CDS – Partido Popular                 | 1 826  | 12,83 / 100,00  | 2,35  |
|                         | Coligação Democrática Unitária        | 1 561  | 10,97 / 100,00  | 0,31  |
|                         | Bloco de Esquerda                     | 819    | 5,75 / 100,00   | 4,57  |
|                         | Partido pelos Animais e pela Natureza | 211    | 1,48 / 100,00   | Novo  |
|                         | PCTP/MRPP                             | 176    | 1,24 / 100,00   | 0,43  |
|                         | Outros                                | 463    | 3,26 / 100,00   |       |
| Votos Inválidos         | Votos Inválidos                       | 625    | 4,39 / 100,00   | 0,68  |
| Total                   | Total                                 | 14 235 | 100,00 / 100,00 |       |
| Eleitorado/Participação | Eleitorado/Participação               | 22 027 | 64,63 / 100,00  | 0,31  |

#### Lousa
| Partido                 | Partido                               | Votos | %               | +/-   |
| ----------------------- | ------------------------------------- | ----- | --------------- | ----- |
|                         | Partido Social Democrata              | 579   | 35,11 / 100,00  | 12,80 |
|                         | Partido Socialista                    | 461   | 27,96 / 100,00  | 10,01 |
|                         | Coligação Democrática Unitária        | 197   | 11,95 / 100,00  | 1,71  |
|                         | CDS – Partido Popular                 | 173   | 10,49 / 100,00  | 1,97  |
|                         | Bloco de Esquerda                     | 67    | 4,06 / 100,00   | 4,53  |
|                         | PCTP/MRPP                             | 33    | 2,00 / 100,00   | 0,67  |
|                         | Partido pelos Animais e pela Natureza | 18    | 1,09 / 100,00   | Novo  |
|                         | Outros                                | 57    | 3,46 / 100,00   |       |
| Votos Inválidos         | Votos Inválidos                       | 64    | 3,88 / 100,00   | 0,05  |
| Total                   | Total                                 | 1 649 | 100,00 / 100,00 |       |
| Eleitorado/Participação | Eleitorado/Participação               | 2 655 | 62,11 / 100,00  | 0,51  |

#### Moscavide
| Partido                 | Partido                               | Votos  | %               | +/-  |
| ----------------------- | ------------------------------------- | ------ | --------------- | ---- |
|                         | Partido Socialista                    | 2 587  | 33,80 / 100,00  | 8,96 |
|                         | Partido Social Democrata              | 2 249  | 29,39 / 100,00  | 9,97 |
|                         | CDS – Partido Popular                 | 924    | 12,07 / 100,00  | 4,09 |
|                         | Coligação Democrática Unitária        | 870    | 11,37 / 100,00  | 1,04 |
|                         | Bloco de Esquerda                     | 390    | 5,10 / 100,00   | 5,30 |
|                         | PCTP/MRPP                             | 105    | 1,37 / 100,00   | 0,13 |
|                         | Partido pelos Animais e pela Natureza | 98     | 1,28 / 100,00   | Novo |
|                         | Outros                                | 164    | 2,15 / 100,00   |      |
| Votos Inválidos         | Votos Inválidos                       | 266    | 3,48 / 100,00   | 0,15 |
| Total                   | Total                                 | 7 653  | 100,00 / 100,00 |      |
| Eleitorado/Participação | Eleitorado/Participação               | 11 497 | 66,57 / 100,00  | 1,05 |

#### Portela
| Partido                 | Partido                               | Votos  | %               | +/-  |
| ----------------------- | ------------------------------------- | ------ | --------------- | ---- |
|                         | Partido Social Democrata              | 3 947  | 48,10 / 100,00  | 9,44 |
|                         | Partido Socialista                    | 1 663  | 20,27 / 100,00  | 9,97 |
|                         | CDS – Partido Popular                 | 1 254  | 15,28 / 100,00  | 2,86 |
|                         | Coligação Democrática Unitária        | 430    | 5,24 / 100,00   | 0,17 |
|                         | Bloco de Esquerda                     | 293    | 3,57 / 100,00   | 3,87 |
|                         | Partido pelos Animais e pela Natureza | 106    | 1,29 / 100,00   | Novo |
|                         | Outros                                | 201    | 2,46 / 100,00   |      |
| Votos Inválidos         | Votos Inválidos                       | 312    | 3,81 / 100,00   | 0,64 |
| Total                   | Total                                 | 8 206  | 100,00 / 100,00 |      |
| Eleitorado/Participação | Eleitorado/Participação               | 11 520 | 71,23 / 100,00  | 1,74 |

#### Prior Velho
| Partido                 | Partido                               | Votos | %               | +/-  |
| ----------------------- | ------------------------------------- | ----- | --------------- | ---- |
|                         | Partido Socialista                    | 1 087 | 31,81 / 100,00  | 8,48 |
|                         | Partido Social Democrata              | 928   | 27,16 / 100,00  | 9,41 |
|                         | Coligação Democrática Unitária        | 450   | 13,17 / 100,00  | 0,90 |
|                         | CDS – Partido Popular                 | 408   | 11,94 / 100,00  | 1,99 |
|                         | Bloco de Esquerda                     | 207   | 6,06 / 100,00   | 4,24 |
|                         | PCTP/MRPP                             | 58    | 1,70 / 100,00   | 0,70 |
|                         | Partido pelos Animais e pela Natureza | 45    | 1,32 / 100,00   | Novo |
|                         | Outros                                | 96    | 2,81 / 100,00   |      |
| Votos Inválidos         | Votos Inválidos                       | 138   | 4,04 / 100,00   | 0,63 |
| Total                   | Total                                 | 3 417 | 100,00 / 100,00 |      |
| Eleitorado/Participação | Eleitorado/Participação               | 5 463 | 62,55 / 100,00  | 0,33 |

#### Sacavém
| Partido                 | Partido                               | Votos  | %               | +/-  |
| ----------------------- | ------------------------------------- | ------ | --------------- | ---- |
|                         | Partido Socialista                    | 3 010  | 33,03 / 100,00  | 7,77 |
|                         | Partido Social Democrata              | 2 436  | 26,73 / 100,00  | 9,51 |
|                         | Coligação Democrática Unitária        | 1 456  | 15,98 / 100,00  | 1,81 |
|                         | CDS – Partido Popular                 | 960    | 10,53 / 100,00  | 2,83 |
|                         | Bloco de Esquerda                     | 439    | 4,82 / 100,00   | 5,59 |
|                         | PCTP/MRPP                             | 155    | 1,70 / 100,00   | 0,86 |
|                         | Partido pelos Animais e pela Natureza | 102    | 1,12 / 100,00   | Novo |
|                         | Outros                                | 203    | 2,23 / 100,00   |      |
| Votos Inválidos         | Votos Inválidos                       | 353    | 3,88 / 100,00   | 0,91 |
| Total                   | Total                                 | 9 114  | 100,00 / 100,00 |      |
| Eleitorado/Participação | Eleitorado/Participação               | 13 920 | 65,47 / 100,00  | 0,49 |

#### Santa Iria de Azoia
| Partido                 | Partido                               | Votos  | %               | +/-  |
| ----------------------- | ------------------------------------- | ------ | --------------- | ---- |
|                         | Partido Socialista                    | 3 008  | 30,41 / 100,00  | 6,05 |
|                         | Coligação Democrática Unitária        | 2 351  | 23,77 / 100,00  | 2,73 |
|                         | Partido Social Democrata              | 2 232  | 22,56 / 100,00  | 8,26 |
|                         | CDS – Partido Popular                 | 912    | 9,22 / 100,00   | 2,32 |
|                         | Bloco de Esquerda                     | 453    | 4,58 / 100,00   | 4,43 |
|                         | PCTP/MRPP                             | 186    | 1,88 / 100,00   | 0,58 |
|                         | Partido pelos Animais e pela Natureza | 103    | 1,04 / 100,00   | Novo |
|                         | Outros                                | 245    | 2,48 / 100,00   |      |
| Votos Inválidos         | Votos Inválidos                       | 402    | 4,07 / 100,00   | 0,74 |
| Total                   | Total                                 | 9 892  | 100,00 / 100,00 |      |
| Eleitorado/Participação | Eleitorado/Participação               | 14 489 | 68,27 / 100,00  | 1,34 |

#### Santo Antão do Tojal
| Partido                 | Partido                        | Votos | %               | +/-   |
| ----------------------- | ------------------------------ | ----- | --------------- | ----- |
|                         | Partido Socialista             | 785   | 34,89 / 100,00  | 6,45  |
|                         | Partido Social Democrata       | 573   | 25,47 / 100,00  | 10,43 |
|                         | Coligação Democrática Unitária | 391   | 17,38 / 100,00  | 2,76  |
|                         | CDS – Partido Popular          | 185   | 8,22 / 100,00   | 1,52  |
|                         | Bloco de Esquerda              | 90    | 4,00 / 100,00   | 5,02  |
|                         | PCTP/MRPP                      | 40    | 1,78 / 100,00   | 0,35  |
|                         | Partido Nacional Renovador     | 24    | 1,07 / 100,00   | 0,68  |
|                         | Outros                         | 81    | 3,60 / 100,00   |       |
| Votos Inválidos         | Votos Inválidos                | 81    | 3,60 / 100,00   | 0,20  |
| Total                   | Total                          | 2 250 | 100,00 / 100,00 |       |
| Eleitorado/Participação | Eleitorado/Participação        | 3 541 | 63,54 / 100,00  | 2,10  |

#### Santo António dos Cavaleiros
| Partido                 | Partido                               | Votos  | %               | +/-  |
| ----------------------- | ------------------------------------- | ------ | --------------- | ---- |
|                         | Partido Social Democrata              | 3 706  | 30,34 / 100,00  | 9,37 |
|                         | Partido Socialista                    | 3 640  | 29,80 / 100,00  | 8,29 |
|                         | CDS – Partido Popular                 | 1 611  | 13,19 / 100,00  | 3,09 |
|                         | Coligação Democrática Unitária        | 1 204  | 9,86 / 100,00   | 0,09 |
|                         | Bloco de Esquerda                     | 871    | 7,13 / 100,00   | 6,82 |
|                         | Partido pelos Animais e pela Natureza | 221    | 1,81 / 100,00   | Novo |
|                         | Outros                                | 444    | 3,64 / 100,00   |      |
| Votos Inválidos         | Votos Inválidos                       | 516    | 4,22 / 100,00   | 0,74 |
| Total                   | Total                                 | 12 213 | 100,00 / 100,00 |      |
| Eleitorado/Participação | Eleitorado/Participação               | 20 915 | 58,39 / 100,00  | 0,31 |

#### São Julião da Talha
| Partido                 | Partido                               | Votos  | %               | +/-  |
| ----------------------- | ------------------------------------- | ------ | --------------- | ---- |
|                         | Partido Socialista                    | 3 080  | 32,83 / 100,00  | 7,66 |
|                         | Partido Social Democrata              | 2 348  | 25,03 / 100,00  | 9,22 |
|                         | Coligação Democrática Unitária        | 1 480  | 15,78 / 100,00  | 1,60 |
|                         | CDS – Partido Popular                 | 1 008  | 10,75 / 100,00  | 2,39 |
|                         | Bloco de Esquerda                     | 484    | 5,16 / 100,00   | 5,66 |
|                         | PCTP/MRPP                             | 176    | 1,88 / 100,00   | 0,83 |
|                         | Partido pelos Animais e pela Natureza | 132    | 1,41 / 100,00   | Novo |
|                         | Outros                                | 248    | 2,64 / 100,00   |      |
| Votos Inválidos         | Votos Inválidos                       | 425    | 4,53 / 100,00   | 0,71 |
| Total                   | Total                                 | 9 381  | 100,00 / 100,00 |      |
| Eleitorado/Participação | Eleitorado/Participação               | 14 401 | 65,14 / 100,00  | 0,68 |

#### São Julião do Tojal
| Partido                 | Partido                               | Votos | %               | +/-  |
| ----------------------- | ------------------------------------- | ----- | --------------- | ---- |
|                         | Partido Socialista                    | 623   | 34,50 / 100,00  | 8,37 |
|                         | Coligação Democrática Unitária        | 414   | 22,92 / 100,00  | 1,28 |
|                         | Partido Social Democrata              | 385   | 21,32 / 100,00  | 9,08 |
|                         | CDS – Partido Popular                 | 110   | 6,09 / 100,00   | 0,77 |
|                         | Bloco de Esquerda                     | 89    | 4,93 / 100,00   | 3,47 |
|                         | PCTP/MRPP                             | 37    | 2,05 / 100,00   | 0,72 |
|                         | Partido pelos Animais e pela Natureza | 26    | 1,44 / 100,00   | Novo |
|                         | Outros                                | 51    | 2,83 / 100,00   |      |
| Votos Inválidos         | Votos Inválidos                       | 73    | 4,05 / 100,00   | 1,71 |
| Total                   | Total                                 | 1 806 | 100,00 / 100,00 |      |
| Eleitorado/Participação | Eleitorado/Participação               | 2 884 | 62,62 / 100,00  | 2,98 |

#### Unhos
| Partido                 | Partido                        | Votos | %               | +/-  |
| ----------------------- | ------------------------------ | ----- | --------------- | ---- |
|                         | Partido Socialista             | 1 534 | 36,85 / 100,00  | 5,55 |
|                         | Partido Social Democrata       | 945   | 22,70 / 100,00  | 7,85 |
|                         | Coligação Democrática Unitária | 600   | 14,41 / 100,00  | 2,06 |
|                         | CDS – Partido Popular          | 409   | 9,82 / 100,00   | 1,21 |
|                         | Bloco de Esquerda              | 220   | 5,28 / 100,00   | 4,44 |
|                         | PCTP/MRPP                      | 94    | 2,26 / 100,00   | 0,36 |
|                         | Partido Nacional Renovador     | 56    | 1,35 / 100,00   | 0,81 |
|                         | Outros                         | 145   | 3,48 / 100,00   |      |
| Votos Inválidos         | Votos Inválidos                | 160   | 3,84 / 100,00   | 0,55 |
| Total                   | Total                          | 4 163 | 100,00 / 100,00 |      |
| Eleitorado/Participação | Eleitorado/Participação        | 7 328 | 56,81 / 100,00  | 2,40 |